# Separation and Purification Reviews
Separation and Purification Reviews, abgekürzt Sep. Purif. Rev., ist eine wissenschaftliche Fachzeitschrift, die vom Taylor & Francis-Verlag veröffentlicht wird. Die Zeitschrift wurde 1972 unter dem Namen Separation and Purification Methods gegründet, im Jahr 2003 erfolgte die Änderung in Separation and Purification Reviews. Derzeit erscheint die Zeitschrift mit vier Ausgaben im Jahr. Es werden Übersichtsartikel veröffentlicht, die sich mit Fragen der Trennung und Reinigung beschäftigen.
Der Impact Factor lag im Jahr 2014 bei 2,824. Nach der Statistik des ISI Web of Knowledge wird das Journal mit diesem Impact Factor in der Kategorie analytische Chemie an 19. Stelle von 74 Zeitschriften, in der Kategorie angewandte Chemie an zwölfter Stelle von 70 Zeitschriften und in der Kategorie chemische Ingenieurwissenschaft an 20. Stelle von 134 Zeitschriften geführt.